# مارتن بيرنال
مارتن بيرنال (بالإنجليزية: Martin Bernal)‏ هو باحث في تاريخ العصور الكلاسيكية ومؤرخ أمريكي، ولد في 10 مارس 1937 في لندن في المملكة المتحدة، وتوفي في 9 يونيو 2013 في كامبريدج في المملكة المتحدة.

## وصلات خارجية
- مارتن بيرنال على موقع الموسوعة البريطانية (الإنجليزية)